# MTFP1
MTFP1 (англ. Mitochondrial fission process 1) — білок, який кодується однойменним геном, розташованим у людей на короткому плечі 22-ї хромосоми. Довжина поліпептидного ланцюга білка становить 166 амінокислот, а молекулярна маса — 18 010.
| 10         |  | 20         |  | 30         |  | 40         |  | 50         |
| ---------- |  | ---------- |  | ---------- |  | ---------- |  | ---------- |
| MSEPQPRGAE |  | RDLYRDTWVR |  | YLGYANEVGE |  | AFRSLVPAAV |  | VWLSYGVASS |
| YVLADAIDKG |  | KKAGEVPSPE |  | AGRSARVTVA |  | VVDTFVWQAL |  | ASVAIPGFTI |
| NRVCAASLYV |  | LGTATRWPLA |  | VRKWTTTALG |  | LLTIPIIIHP |  | IDRSVDFLLD |
| SSLRKLYPTV |  | GKPSSS     |  |            |  |            |  |            |

A: Аланін

C: Цистеїн

D: Аспарагінова кислота

E: Глутамінова кислота

F: Фенілаланін

G: Гліцин

H: Гістидин

I: Ізолейцин

K: Лізин

L: Лейцин

M: Метіонін

N: Аспарагін

P: Пролін

Q: Глутамін

R: Аргінін

S: Серин

T: Треонін

V: Валін

W: Триптофан

Задіяний у таких біологічних процесах, як апоптоз, альтернативний сплайсинг. 
Локалізований у мембрані, мітохондрії, внутрішній мембрані мітохондрії.